# جو موران
جو موران (بالإنجليزية: Joe Moran)‏ (1880 في المملكة المتحدة - ) هو لاعب كرة قدم بريطاني (وحمل سابقاً جنسية المملكة المتحدة لبريطانيا العظمى وأيرلندا) في مركز جناح ‏. لعب مع أستون فيلا وليستر سيتي ونادي دونكاستر روفرز.